# Веркаде, Ян
Йоханнес Сикст Герардус Веркаде, или Ян Веркаде (нидерл. Johannes Sixtus Gerhardus, Jan Verkade; 18 сентября 1868, Зандам, Нидерланды — 19 июля 1946, Бойрон), впоследствии Виллиброрд Веркаде (Willibrord Verkade) — голландский живописец-постимпрессионист и символист. Ученик Поля Гогена и друг Поля Серюзье, он принадлежал к кругу художников «Наби» (Les Nabis). Будучи голландским анабаптистом, его творческое и духовное путешествие привело его к обращению в католичество и принятию обета бенедиктинского монаха под именем Виллиброрд. Он стал членом Бойронского аббатства (Баден-Вюртемберг) и продолжил свою работу в качестве священника, тесно сотрудничая с Дезидериусом Ленцем, лидером Бойронской художественной школы. Веркаде оказал большое влияние на дальнейшее развитие нового бенедиктинского искусства.

## Биография
Ян Веркаде родился в Зандаме, в семье Эрикуса Веркаде, основателя собственной пекарни. Его отец принадлежал к секте меннонитов, враждебно относившейся к католицизму. В 1877 году семья переехала в Амстердам, и Яна с братом-близнецом отправили в религиозную школу-интернат в Ойстервейке. С 1883 года они посещали Handelsschule в Амстердаме.
Посещение с семьёй Кёльнского собора и Трира пробудило в Веркаде страсть к искусству. Он использовал любую возможность, чтобы учиться и рисовать в галереях Рейксмюсеума в Амстердаме и, вопреки желанию отца, чтобы сын продолжил семейное дело, решил учиться в Государственной академии изящных искусств Амстердама.
После двух лет в Академии, разочаровавшись в её бездуховной атмосфере, Веркаде в феврале 1891 года переехал в Париж, где Мейер де Хан познакомил его с Полем Гогеном. Его пребывание в Париже было коротким, но насыщенным. В то время бунт символистов против натурализма и реализма был в разгаре; в кафе «Вольтер» он встретил литературных символистов, окружавших фигуру Жана Мореаса, в том числе критика Шарля Мориса, Альбера Орье, Жюльена Леклерка и поэта Адольфа Ретте. Время от времени в кафе появлялся Поль Верлен.
Веркаде был подвержен эзотерическому мистицизму, интересу к каббале и магическим искусствам восточных учений, которые интересовали поэтов-символистов, но придерживался канонов христианства. После отъезда Гогена на Таити в апреле 1891 года Веркаде присоединился к группе художников Понт-Авена. Проведя некоторое время в Ле-Пульдю, в 20 км от Понт-Авена, он на четыре месяца уехал домой в Амстердам, затем вернулся в Париж. Он посещал собрания наби в мастерской Поля Рансона, вооружившись Библией, катехизисом, «Исповедью» святого Августина и книгой «Великие Посвящённые» (Les Grands Initiés) Эдуарда Шюре.
Веркаде экспонировал свои живописные работы вместе с художниками группы Наби на выставке «Независимых» в марте 1892 года. Вместе с датским художником Могенсом Баллином он отправился в Италию, сначала остановившись во Флоренции, а затем посетив Сиену, Пизу и Пистойю. Глубоко увлеченный жизнью францисканского монастыря во Фьезоле и идеалами францисканцев, Баллен крестился под именем Франческо. Монахи направили друзей в Рим. Возвращались на север через Ассизи. Внезапно Баллена отозвали в Данию на военную службу, и в мае 1893 года Веркаде один прожил несколько месяцев во Фьезоле. Он нашёл покой в монашеской жизни; там же он написал две фрески, в том числе одну с изображением Святого Франциска, и услышал тёплые отзывы о художниках-монахах Бойрона. По возвращении в Бойрон, в 1894 году Ян Веркаде стал членом монашеской общины в качестве «художника школы Бойрона».

## Галерея

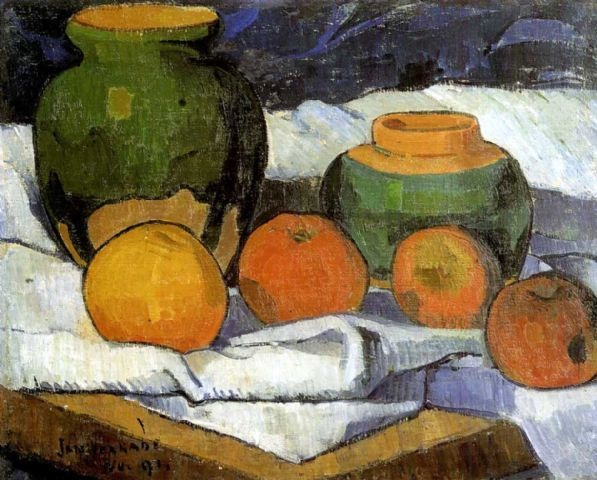
Натюрморт с яблоками. Между 1891 и 1892
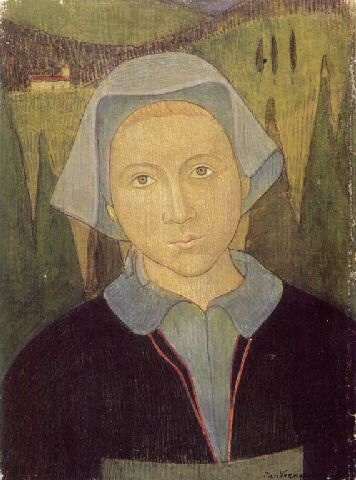
Воспоминание. Между 1891 и 1892
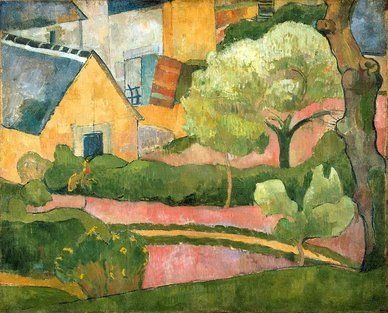
Ле-Пульдю. Между 1891 и 1892
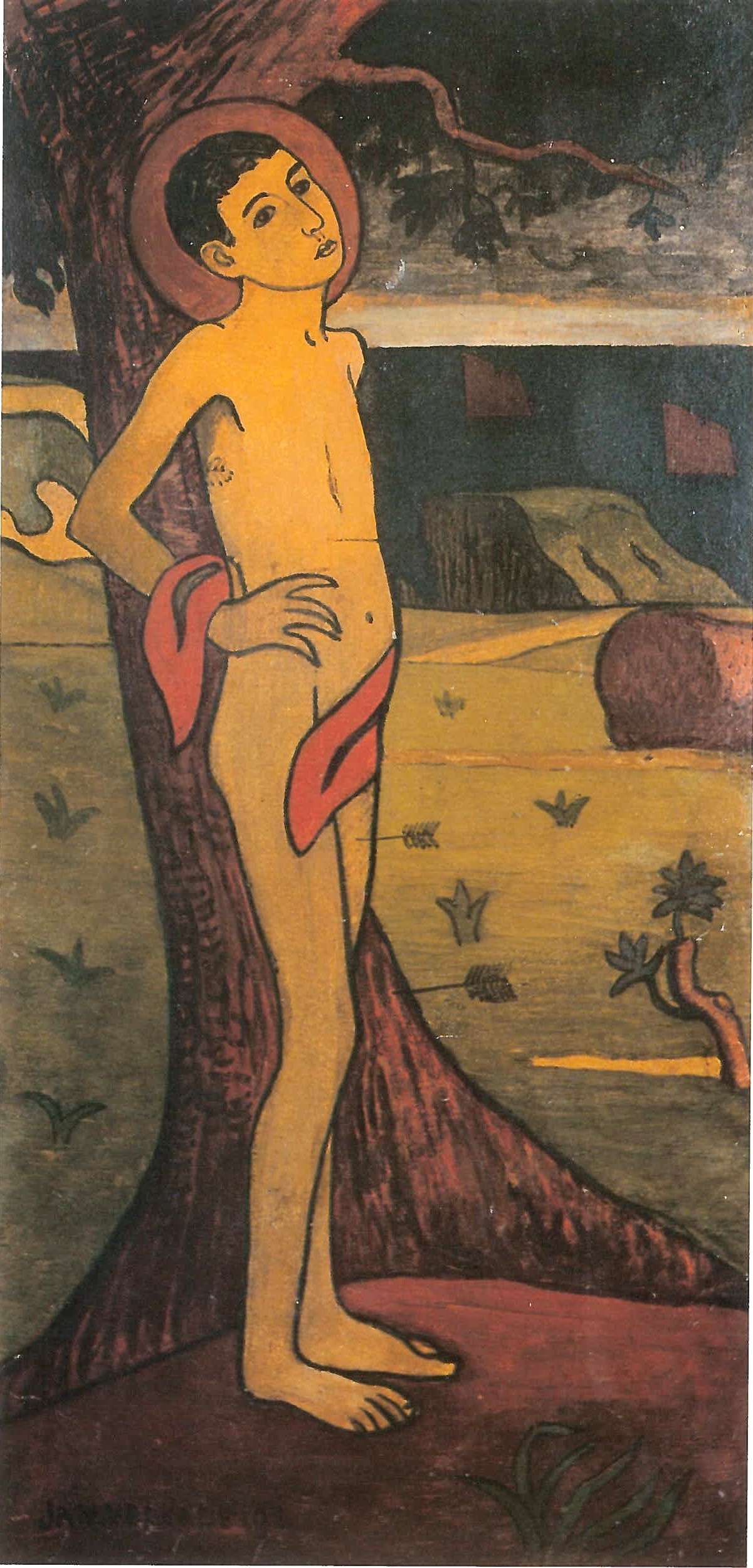
Святой Себастьян. Между 1891 и 1894. Дерево, темпера. Музей Мориса Дени, Сен-Жермен-ан-Ле
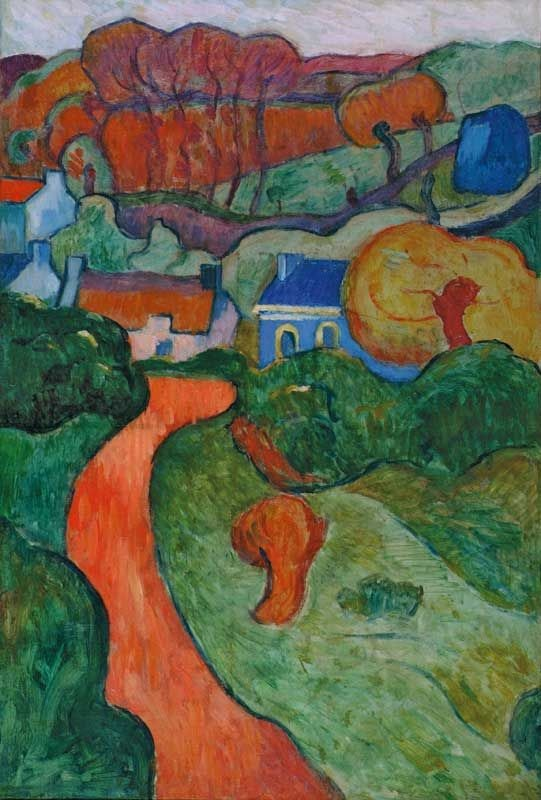
Дорога. Между 1891 и 1894